# Nijlande
Nijlande is een klein dorpje behorend tot de gemeente Aa en Hunze in de Nederlandse provincie Drenthe. Het dorp is gelegen ten noorden van de autoweg N33, ten zuidwesten van Rolde.
Drenthe: Steden en dorpen      Nederland: Provincies · Gemeenten